# Titus (gorila)
Titus (24 de agosto de 1974-14 de setembro de 2009) foi um gorila-de-montanha das Montanhas Virunga, observado por pesquisadores continuamente por quase toda a sua vida. Os cientistas consideram-no o "rei dos gorilas".
Quando tinha apenas 4 anos, Titus viu o pai ser morto a tiros por caçadores, deixando o seu grupo sem um macho dominante, líder. No meio deste caos, a progenitora abandonou o grupo, mas Titus superou as expectativas e foi adotado por outro grupo com o qual não tinha qualquer laço, e do qual mais tarde seria líder.
Um dia, quando Titus já estava mais velho, outro macho, determinado a dominar o grupo, fez um ataque. Titus conduziu o seu grupo, superando diversos obstáculos até o cume de um vulcão onde o outro macho alcançou-os. Apenas 6 dos seus 25 gorilas foram leais a ele e continuaram no grupo. Anos depois, seu filho, que tinha sido banido, voltou, muito mais forte e maduro, e tentou tomar posse do grupo. N nesse ataque, o seu filho não só tomou posse do grupo, como também acabou por matar Titus.